# ولشون کن بخندن
ولشون کن بخندن (انگلیسی: Leave 'Em Laughing) یک فیلم کمدی صامت آمریکایی است که در سال ۱۹۲۸ منتشر شد.

## بازیگران
- استن لورل
- اولیور هاردی
- چارلی هال
- ادگار کندی
- دورتی کابرن
- وایولا ریچارد
- ادگار دیرینگ
- سام لافکین
- تاینی سندفورد
- جک هیل